# Parafia św. Antoniego w Rożnowie Nowogardzkim
Parafia pw. św. Antoniego w Rożnowie Nowogardzkim – parafia rzymskokatolicka z siedzibą w Rożnowie Nowogardzkim, należąca do dekanatu Maszewo, archidiecezji szczecińsko-kamieńskiej, metropolii szczecińsko-kamieńskiej. W parafii posługują księża diecezjalni. Według stanu na sierpień 2023 proboszczem parafii był ks. Andrzej Oleszczuk.

## Kościół parafialny
Kościół pw. św. Antoniego w Rożnowie Nowogardzkim

## Kościoły filialne
- Kościół pw. św. Stanisława Kostki w Darżu[1]
- Kościół pw. Najświętszego Serca Pana Jezusa w Dąbrowicy[1]
- Kościół pw. Świętej Rodziny w Tarnowie[1]